# Fronteira Laos–Tailândia

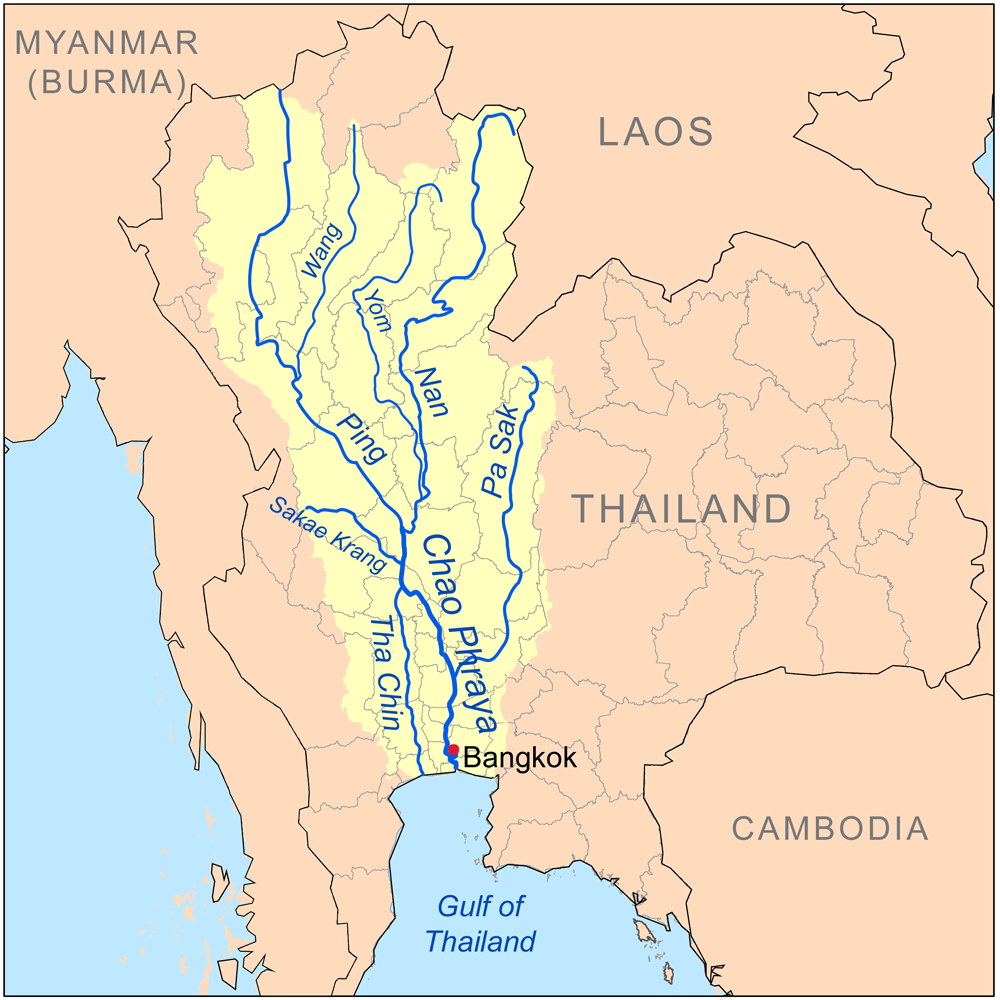
Mapa da região

A fronteira entre Laos e Tailândia estende-se por 1754 km no leste da Tailândia, separando o país do Laos. Vai desde o norte, da tríplice fronteira entre Laos, Tailândia e Mianmar, até ao sul, terminando noutra fronteira tríplice, de Laos, Tailândia e Camboja. A capital do Laos, Vientiane fica junto a essa fronteira.
Entre os dois países há duas pontes internacionais:
- a Ponte da Amizade Laos-Tailândia, entre Nong Khai na Tailândia e Vientiane no Laos ;
- a Segunda Ponte da Amizade Laos-Tailândia, entre Mukdahan na Tailândia e Savannakhet no Laos.

Duas outras estão em construção, perto de Thakhek e de Houei Sai.
O traçado desta fronteira foi fixado conjuntamente pela França e pelo Sião em 1907.

## História
O Laos obteve uma independência parcial da França em 1949, ganhando a independência completa em 1953, com a fronteira, em seguida, tornando-se uma entre dois Estados soberanos. A Tailândia ocasionalmente fazia reivindicações sobre os territórios cedidos ao Laos durante a era colonial, com tensões aumentando após a vitória dos comunistas do Pathet Lao na Guerra Civil do Laos em 1975.  Tratados de amizade foram assinados em 1976 e 1979 na tentativa de acalmar as tensões, com ambos os lados reconhecendo a integridade territorial do outro.  No entanto, combates eclodiram em 1984 sobre aldeias disputadas adjacentes à fronteira na província de Sainyabuli / província de Uttaradit, e novamente em 1987-1988 sobre uma área próxima.  Um comitê conjunto foi estabelecido em 1991 com o objetivo de resolver a disputa pacificamente, no entanto as discussões se arrastaram ao longo da década.  Uma comissão conjunta de fronteiras foi estabelecida em 1997, porém seu trabalho foi suspenso em 1998 após a crise financeira asiática.  Em 2018, a demarcação da fronteira ainda estava em andamento. 